# Hodac
Hodac (in ungherese Görgényhodák) è un comune della Romania di 5049 abitanti, ubicato nel distretto di Mureș, nella regione storica della Transilvania. 
Il comune è formato dall'unione di 7 villaggi: Arșița, Bicașu, Dubiștea de Pădure, Hodac, Mirigioaia, Toaca, Uricea.

## Economia
Tra i prodotti del comune particolarmente apprezzato è il telemea, un formaggio che ha ottenuto nel 2016 la Denominazione di origine protetta europea.